# جف وودن
جف وودن (انگلیسی: Geoff Vowden؛ زادهٔ ۲۷ آوریل ۱۹۴۱) بازیکن فوتبال اهل بریتانیا است.
از باشگاه‌هایی که در آن بازی کرده‌است می‌توان به باشگاه فوتبال بیرمنگام سیتی، باشگاه فوتبال کترینگ تاون، باشگاه فوتبال ناتینگهام فارست، و باشگاه فوتبال استون ویلا اشاره کرد.